# 곰돌이 푸의 히파럼프 할로윈 무비
곰돌이 푸의 히파럼프 할로윈 무비(Pooh's Heffalump Halloween Movie)는 미국에서 제작된 엘리어트 M. 보어 감독의 2005년 애니메이션, 가족 영화이다. 지미 베넷 등이 주연으로 출연하였고 존 A. 스미스 등이 제작에 참여하였다.

## 출연

### 주연
- 지미 베넷
- 피터 쿨렌

### 조연
- 짐 커밍스
- 존 피들러
- 켄 샌섬
- 캐스 소시
- 카일 스테인저
- 데이빗 오그던 스타이어스
- 트래비스 오티스
- 마이클 고프
- 니키타 홉킨스